# Pieter Timmermans
Pour les articles homonymes, voir Timmermans.
Pieter Timmermans est né le 14 juin 1964 à Ninove. Il est administrateur délégué de la Fédération des entreprises de Belgique depuis juillet 2012.

## Biographie
Ingénieur commercial (Katholieke Universiteit Leuven), il est titulaire d'un master en administration publique (Hogeschool Universiteit Brussel), complété d'une formation à la Stanford Graduate School of Business.
Il commence sa carrière comme assistant à la Faculté d'Économie de la KU Leuven, avant de rejoindre, comme membre du service d'études, le ministère des Affaires économiques, puis le ministère des Finances. 
De 1993 à 1998, il est conseiller du vice-Premier ministre et ministre du Budget de l'époque.
En 1998, il rejoint la Fédération des entreprises de Belgique (FEB). En parallèle, il donne cours de finances publiques à la Vlaamse Ekonomische Hogeschool (VLEKHO) de 1994 à 2007.
Il devient administrateur délégué de la FEB en 2012, succédant ainsi à Rudi Thomaes

### Fonctions occupées
En 2013, il occupait les fonctions de:
- Membre du Conseil de régence à la Banque nationale de Belgique
- Administrateur délégué de la Fédération des entreprises de Belgique
- Administrateur au Voka
- Vice-président du Conseil Central de l'Économie
- Vice-président du Conseil national du travail
- Membre du comité de gestion de l'Agence pour le commerce extérieur
- Membre du comité de gestion du Fonds Prince Albert
- Administrateur de la société Sobap
- Administrateur de la société Copibel
- Administrateur de la fondation Aedificas
- Administrateur de la "Stichting van de Onderneming"